# Nate Richert
Nathaniel Eric Richert (ur. 28 kwietnia 1978 w Saint Paul, w stanie Minnesota) – amerykański aktor filmowy i telewizyjny. Występował w roli Harveya Dwighta Kinkle'a w sitcomie Sabrina, nastoletnia czarownica.

## Filmografia
- Game Box 1.0 (2004) jako Charlie
- Sure Hand of God, The (2004) jako Perry Trotter
- Wyspa demonów (Demon Island)  (2002) jako Jake
- Sabrina, nastoletnia czarownica (Sabrina, the Teenage Witch) (1996–2003) jako Harvey Dwight Kinkle
- Dotyk anioła (Touched by an Angel) (1994–2003) jako Matt Fleming (gościnnie)